# Culcasia simiarum
Culcasia simiarum là một loài thực vật có hoa trong họ Ráy (Araceae). Loài này được Ntépé-Nyamè mô tả khoa học đầu tiên năm 1984.